# Cochabamba
Cochabamba er en by i den centrale del af Bolivia, der med et indbyggertal (pr. 2008) på cirka 608.000 er landets tredjestørste by. Byen ligger i en dal af samme navn midt i Andesbjergene. 
Byen er administrativt centrum i departementet af samme navn.
17°23′S 66°10′V / 17.383°S 66.167°V
- Wikimedia Commons har flere filer relateret til Cochabamba